# Сальников, Михаил Валерьевич
Михаи́л Вале́рьевич Са́льников (род. 17 декабря 1974, Челябинск, СССР) — советский и российский футболист, защитник; тренер.

## Карьера

### Игровая
Воспитанник челябинского футбола.
На уровне команд мастеров начал играть в 1991 году, когда сыграл в 15 матчах во Второй низшей союзной лиге за челябинский «Зенит». Следующие два сезона играл за команду в зональном турнире Первой лиги России. После этого клуб потерял профессиональный статус, и Сальников перешёл в команду второй лиги волжское «Торпедо», с которой вышел в первый же сезон в Первую лигу. Летом 1997 года перебрался в Тольятти, где провёл второй круг первенства первой лиги за «Ладу-Тольятти-ВАЗ». 1998 год начал в составе ижевского «Газовика-Газпрома», а продолжил вновь в «Ладе». В 2000 году выступал за «Носту», которая по итогам сезона покинула Первый дивизион. В 2001 году в составе липецкого «Металлурга» стал победителем зонального турнира второго дивизиона (но команда в первый дивизион не вышла, так как уступила в стыковых матчах «Динамо» СПб), а потом возвратился в Челябинск, где играл в течение следующих двух сезонов за «Лукойл».
Включался в различные юношеские и молодёжные сборные России.

### Тренерская
С 2010 года по 2015 год тренировал команду «Шахтёр» Коркино (третий дивизион/ЛФК), затем входил в тренерский штаб клуба «Челябинск». По ходу сезона 2018/19 назначен главным тренером «Челябинска». Тренировал московский «Велес». 4 июня 2023 года был назначен главным тренером «Новосибирска», однако уже 23 июня было официально объявлено о расторжении контракта. 4 июля 2023 года возглавил владивостокское «Динамо».

## Достижения
Игрока
- Победитель (1994, 2001), серебряный (второго дивизиона: 2003) и бронзовый (второго дивизиона: 2002) призёр зонального турнира второй лиги/второго дивизиона

Тренера
- Серебряный (Первенства ПФЛ: 2019/20, 2021/22) и бронзовый (Первенства ПФЛ: 2020/21) призёр зонального турнира Первенства ПФЛ / Второго дивизиона ФНЛ

## Семья
Сын Илья Сальников (род. 2000) — футболист.